# Zwischen Bliesdalheim und Herbitzheim
Das Naturschutzgebiet Zwischen Bliesdalheim und Herbitzheim liegt auf dem Gebiet der Gemeinde Gersheim im Saarpfalz-Kreis im Saarland.
Das Gebiet erstreckt sich östlich von Bliesdalheim und von Herbitzheim, beide Ortsteile von Gersheim. Westlich verläuft die Landesstraße L 105 und fließt die Blies, ein Nebenfluss der Saar. Westlich – auf der gegenüberliegenden Seite der Blies – erstreckt sich das 1575 ha große Naturschutzgebiet Südlicher Bliesgau/Auf der Lohe. Südlich verlaufen die L 102 und die Staatsgrenze zu Frankreich.

## Bedeutung
Das  rund 124 ha große Gebiet wurde mit Verordnung vom 4. Dezember 2014 unter der Kenn-Nummer NSG-N-6809-303 unter Naturschutz gestellt.